# Santiago Hidalgo
Santiago Hidalgo Massa (Santiago del Estero, 17 febbraio 2005) è un calciatore argentino, attaccante del Tolosa.

## Carriera

### Club
Nel 2022, è stato inserito nella lista "Next Generation" dei sessanta migliori talenti nati nel 2005, redatta dal quotidiano inglese The Guardian.
Il 31 luglio 2025 si trasferisce in Francia, al Tolosa, per 2.5 milioni di euro.

### Nazionale
Nel 2025 ha partecipato al campionato sudamericano Under-20, nel quale la sua nazionale è stata finalista perdente.

## Statistiche

### Presenze e reti nei club
Statistiche aggiornate al 7 maggio 2025.
| Stagione        | Squadra         | Campionato      | Campionato | Campionato | Coppe nazionali | Coppe nazionali | Coppe nazionali | Coppe continentali | Coppe continentali | Coppe continentali | Altre coppe | Altre coppe | Altre coppe | Totale | Totale | Totale |
| Stagione        | Squadra         | Comp            | Pres       | Reti       | Comp            | Pres            | Reti            | Comp               | Pres               | Reti               | Comp        | Pres        | Reti        | Pres   | Reti   |        |
| --------------- | --------------- | --------------- | ---------- | ---------- | --------------- | --------------- | --------------- | ------------------ | ------------------ | ------------------ | ----------- | ----------- | ----------- | ------ | ------ | ------ |
| 2022            | Independiente   | PD              | 2          | 0          | CA+CdL          | 0               | 0               | CS                 | -                  | -                  | -           | -           | -           | 2      | 0      |        |
| 2023            | Independiente   | PD              | 11         | 0          | CA+CdL          | 1+0             | 0               | -                  | -                  | -                  | -           | -           | -           | 12     | 0      |        |
| 2024            | Independiente   | PD              | 15         | 1          | CA+CdL          | 1+0             | 0               | -                  | -                  | -                  | -           | -           | -           | 16     | 1      |        |
| 2025            | Independiente   | PD              | 8          | 0          | CA              | 1               | 0               | CS                 | 3                  | 1                  | -           | -           | -           | 12     | 1      |        |
| Totale carriera | Totale carriera | Totale carriera | 36         | 1          |                 | 3               | 0               |                    | 3                  | 1                  |             | -           | -           | 42     | 2      |        |